# Công chúa Aisha bint Al Faisal
Công chúa Aisha bint Al Faisal của Jordan (sinh ngày 27 tháng 03 năm 1997, tại Amman) là con gái Hoàng tử Feisal bin Al Hussein và Công nương Alia Tabba, và là cháu gái của vua Abdullah II của Jordan. Cô là em gái của công chúa Ayah bint Al Faisal và hoàng tử Omar bin Al Faisal, và là chị xem sinh đôi với công chúa Sara bint Al Faisal. Cô theo học Trường Tú tài Amman, một trường tư ở Amman, Jordan.